# Diachasma
Diachasma is een geslacht van insecten uit de orde vliesvleugeligen (Hymenoptera) en de familie schildwespen (Braconidae).

## Soorten
Deze lijst van 35 stuks is mogelijk niet compleet.
- D. alloeum (Muesebeck, 1956)
- D. anguma Fischer, 1988
- D. australe (Fischer, 1966)
- D. caffer (Wesmael, 1835)
- D. cephalotes (Wesmael, 1835)
- D. columbicola (Fischer, 1965)
- D. compressigaster Fischer, 1986
- D. compressiventre (Fischer, 1964)
- D. compressum Tobias, 1998
- D. diachasmoides (Tobias, 1986)
- D. extasis Fischer, 1988
- D. farcium Tobias, 1998
- D. ferrugineum (Gahan, 1915)
- D. fulgidum (Haliday, 1837)
- D. graeffei (Fischer, 1959)
- D. gressitti Fischer, 1971
- D. hispanicum (Fischer, 1959)
- D. kaltenbachi Fischer, 1988
- D. muliebre (Muesebeck, 1956)
- D. mysticum (Fischer, 1963)
- D. nigrifactum (Fischer, 1965)
- D. oborax Fischer, 1988
- D. peritum (Cockerell, 1921)
- D. rasilis Zaykov, 1983
- D. rufipes Szepligeti, 1905
- D. rugosum (Wesmael, 1838)
- D. salisburgense Fischer, 1977
- D. semistriatum Tobias, 1998
- D. silenis Fischer, 1967
- D. slovakense Fischer, 1989
- D. striatitergum Tobias, 1998
- D. striatum (Forster, 1862)
- D. tasmaniae Fischer, 1995
- D. wichmanni (Fischer, 1957)
- D. xanthopum (Forster, 1862)